# Кютаг'я (провінція)
Кюта́г'я (тур. Kütahya) — провінція в Туреччині, розташована в Егейському регіоні. Площа 12 119 км². Населення 656,9 тисяч чоловік (2000). Столиця — Кютаг'я.
| Туреччина | Це незавершена стаття з географії Туреччини. Ви можете допомогти проєкту, виправивши або дописавши її. |